# Marcello Capra
Marcello Capra (Turin, 1953) es un guitarrista/compositor italiano de rock y blues.

## Discografía

### 33 Vinyl
| ànno | título                   | label              |
| ---- | ------------------------ | ------------------ |
| 1972 | Frontiera con Procession | Help/RCA (Italy)   |
| 1978 | Aria Mediterranea        | Mu Records (Italy) |

### CD
| ànno | título                     | label                       |
| ---- | -------------------------- | --------------------------- |
| 1989 | Frontiera                  | Edison (Japan)              |
| 1993 | Frontiera                  | Vinyl Magic (Italy)         |
| 1994 | Imaginations               | Mellow Records (Italy)      |
| 1998 | Danzarella                 | Toast Records (Italy)       |
| 1999 | Biosfera                   | Edizione Privata            |
| 2002 | Alchimie                   | Toast Records (Italy)       |
| 2005 | Vento teso                 | Toast Records (Italy)       |
| 2007 | Ritmica-mente              | Toast Records (Italy)       |
| 2010 | Preludio ad una nuova alba | Electromantic Music (Italy) |